# Доэрти, Ричард
Ричард Лео «Дик» Доэрти (англ. Richard Leo "Dick" Dougherty; 5 августа 1932, Форт-Фрэнсис, Онтарио, Канада — 23 ноября 2016, Грин-Бей, Висконсин, США) — американский хоккеист, серебряный призёр зимних Олимпийских игр в Кортина-д’Ампеццо (1956).

## Спортивная карьера
Родился в многодетной семье. В старших классах католической школы Св. Фомы вместе со своим братом Биллом играл в первой хоккейной команде Falls High School. Окончил Миннесотский университет, где выступал за университетскую команду играл под руководством известного тренера Джона Мариуччи.
С 1952 по 1954 г. выступал за клуб «Миннесота Голден Гоферс». Получил несколько значимых наград американского студенческого хоккея: All-MCHL First Team (1952/53 и 1953/54), AHCA Second Team All-American (1953/54)), NCAA All-Tournament Second Team (1954). Представлял Соединенные Штаты на чемпионатах мира 1955 и 1957 гг. и на зимней Олимпиаде в Кортина-д’Ампеццо (1956), на которой стал серебряным призёром.
По завершении игровой карьеры работал продавцом в Грин Бэе, штат Висконсин.
В 2003 г. был введен в Зал хоккейной славы Соединенных Штатов.